# Julio Gervasio Pérez Gutiérrez
Julio Gervasio Pérez Gutiérrez, més conegut com a Julio Pérez, (Montevideo, 19 de juny de 1926 - 22 de setembre de 2002) fou un futbolista uruguaià de la dècada de 1950.

## Trajectòria
Ingressà al futbol professional l'any 1945 al Racing Club de Montevideo, jugant a continuació a River Plate de Montevideo. Entre 1950 i 1957 defensà els colors del Club Nacional de Football, esdevenint campió uruguaià els anys 1950, 52, 55 i 56. El seu següent club fou l'Sport Club Internacional brasiler i acabà la seva carrera al IA Sud América de la Divisional B. Entre 1960 i 1963 jugà a alguns equips d'aficionats de Canelones, Lavalleja i Rocha. Amb la selecció nacional disputà 22 partits en els quals marcà 9 gols. Jugà per la selecció entre 1947 i 1956. Participà en el Mundial de 1950, on fou campió. També jugà el Mundial de 1954. També fou entrenador de juvenils a Sud América, Racing, Olimpia de Asunción, Fénix i CD Veracruz de Mèxic, així com segon entrenador de Ricardo de León an Defensor.

## Palmarès
- Campionat uruguaià de futbol:
  - 1950, 1952, 1955, 1956, 1958
- Copa del Món de futbol:
  - 1950